# Smaragdstrupe
Smaragdstrupe (Abeillia abeillei) är en fågel i familjen kolibrier.

## Utseende och läte
Smaragdstrupen är en mycket liten kolibri med kort näbb. Den känns bäst igen på den lilla storleken, en stor vit fläck bakom ögat och rätt fylligt kvittrande läte.

## Utbredning och systematik
Smaragdstrupen förekommer i Centralamerika. Den delas in i två underarter med följande utbredning:
- Abeillia abeillei abeillei - förekommer i bergsområden i sydöstra Mexiko till norra Honduras
- Abeillia abeillei aurea - förekommer i bergsområden i södra Honduras och norra Nicaragua

## Levnadssätt
Smaragdstrupen är en ovanlig fågel i fuktiga städsegröna eller tall- och ekskogar i höglänta områden. Den födosöker vanligen lågt, vanligen i blommor utmed vägrenar eller skogskanter. Flykten är vanligen snabb och svår att följa.

## Status och hot
Arten har ett stort utbredningsområde, men tros minska i antal, dock inte tillräckligt kraftigt för att den ska betraktas som hotad. Internationella naturvårdsunionen IUCN listar arten som livskraftig (LC). Beståndet uppskattas till mellan 20 000 och 50 000 vuxna individer.

## Namn
Fågelns vetenskapliga art- och släktesnamn hedrar Grégoire Abeillé (död 1848), fransk läkare, ornitolog och samlare av specimen.